# Widder (HSK 3)
Pour les articles homonymes, voir HSK.
Le Widder (HSK 3) (ou Schiff 21) était un croiseur auxiliaire de la Kriegsmarine entre 1939 et 1941. Son nom de Widder (Constellation du Bélier) provient du signe astrologique de son capitaine Helmuth von Ruckteschell. Il était aussi connu de la Royal Navy par le nom de Raider D.

## Histoire
Il a été lancé du chantier naval Howaldtswerke-Deutsche Werft de  Kiel en 1930 comme cargo du nom de Neumark pour la compagnie maritime Hamburg America Line.

Il a été réquisionné par la Kriegsmarine en 1939 pour devenir un raider de commerce et pour cela a subi une refonte au chantier naval Blohm + Voss de Hambourg.
Il a opéré en mer Baltique à partir du port de Bergen en Norvège, traversé le Cercle Arctique pour redescendre jusqu'aux Îles Canaries et revenir par le Détroit de Danemark. En presque six mois il a capturé ou coulé 10 navires totalisant 58.644 tonneaux.
Il est rentré en France après avoir terminé cette mission. Jugé inapte à poursuivre ce genre de mission il a été utilisé comme bateau-atelier en Norvège. Après la guerre il a été transféré au Royaume-Uni en prenant le nom d' Ulysse. Revendu à l'Allemagne en 1950 il est rebaptisé Fechenheim, puis détruit en 1955.

## Carrière du Widder
| Date               | Nom du navire     | Pays        | Tonnage        | Sort    |
| ------------------ | ----------------- | ----------- | -------------- | ------- |
| 13 juin 1940       | British Petrol    | Royaume-Uni | 6 891 tonneaux | Coulé   |
| 26 juin 1940       | Krosfonn          | Norvège     | 9 323 tonneaux | Capturé |
| 10 juillet 1940    | Davisian          | Royaume-Uni | 6 433 tonneaux | Coulé   |
| 13 juillet 1940    | King John         | Royaume-Uni | 5 228 tonneaux | Coulé   |
| 4 août 1940        | Beaulieu          | Norvège     | 6 114 tonneaux | Coulé   |
| 8 août 1940        | Oostplein         | Pays-Bas    | 5 059 tonneaux | Coulé   |
| 10 août 1940       | Killoran          | Finlande    | 1 817 tonneaux | Coulé   |
| 21 août 1940       | Anglo-Saxon       | Royaume-Uni | 5 596 tonneaux | Coulé   |
| 1er septembre 1940 | Cymbeline         | Royaume-Uni | 6 317 tonneaux | Coulé   |
| 8 septembre 1940   | Antonios Chandros | Grèce       | 5 866 tonneaux | Coulé   |